# Джамахирия
Джамахирията (на арабски: جماهيرية) е форма на държавно управление, различаваща се от монархията и републиката. За първи път тази форма на управление е обоснована в „Третата всемирна теория“ на Муамар Кадафи и е изложена в първата част на неговата Зелена книга.
Думата „джамахирия“ е неологизъм, образуван като е заменен корена на думата „джумхурия“ (република) в единствено число – „джумхур“ (народ) с множественото число „джамахир“ (маси). Така „джамахирия“ може да се преведе като „Управление на масите“ или „Народна република“.
В света единствено Либия е провъзгласена за джамахирия – на 2 март 1977 година.
Характерното за джамахирията като форма на държавно управление е, че в него участва цялото пълнолетно население на страната, обединено в първични (основни) народни конгреси. Народните конгреси избират свои изпълнителни органи (народни комитети), чиито членове автоматично стават делегати на народните конгресови провинции.
Всеобщият народен конгрес е висшият законодателен орган в джамахирията. Въпреки това независими наблюдатели считат, че де факто страната е военна диктатура под властта на полковник Кадафи.